# Приосколье (Белгородская область)
Приосколье — село в Старооскольском районе Белгородской области России.  В рамках организации местного самоуправления входит в муниципальное образование Старооскольский городской округ. В рамках административно-территориального устройства входит в Казачанскую сельскую территорию.

## Название
Село Приосколье не раз меняло своё название (в разное время называлось Коростнь монастырский, Коростово). 

## География
Село расположено на административной границе с Чернянским районом, недалеко от впадения реки Дубенка в реку Оскол, в 20 км от Чернянки, в 35 км к югу от г. Старый Оскол, по автодороге Р188. 
Состоит из улиц: (Село, Котелина, Зелёная, Широкая, Яршовка, Казинка, Хуторок). 
На возвышенности, к западу от села, расположен небольшой лес, на востоке — пастбище, к северу от села располагается Оскольский электрометаллургический комбинат. 
В двух километрах к северо-западу от села существует пещера, о которой у местных жителей ходит много преданий. Предположительно, именно там находился монастырь игумена Изосима и Савотея.

## История
Одно из первых упоминаний о селе можно обнаружить в «Заметках о переписной книге Оскола-града за лето 7156-е» (1648 год), в которой говорится о том, что в селе на тот момент насчитывалось 20 дворов.
В начале XVIII века, недалеко от села располагался мужской монастырь Таволжанной Пустыни. По данным 1719 года, он представлял собой деревянную церковь во имя игумена Изосима и Савотея. На возвышенности, к югу от села, находилась мельница с амбарами, принадлежащая церкви. Позднее, в 1721—1724 гг., по императорскому указу Петра I, она была упразднена.
В XVIII веке земли села Коростово, также как и соседних сёл, принадлежали графу Шереметеву. Принадлежавшие ему земли граф сдавал в аренду по 3 — 4 рубля за десятину. 
По документам переписи 1862 года, в селе было 45 дворов и 373 жителя, в 1877 году — 74 двора и 553 жителя, а в 1897 году — 755 жителей.
В XIX веке село Коростово относилось к Казачанской волости Старооскольского уезда.
В 1936 году в селе был организован совхоз «Искра», который впоследствии слился с колхозом «им. Кирова».
С июля 1942 по январь 1943 село находилось в зоне оккупации. 22 января 1943 было освобождено советскими войсками. В 1943 году состоялось захоронение 97 павших воинов, погибших в боях с фашистскими захватчиками, в братской могиле.
В 1968 году указом Президиума ВС РСФСР село Коростово переименовано в Приосколье.

## Население
| 2002 | 2010 |
| ---- | ---- |
| 202  | ↘183 |

## Инфраструктура
Личное подсобное хозяйство с зоной сельскохозяйственного использования, индивидуальная застройка усадебного типа.
ФАП, продовольственный магазин. Сельский клуб демонтирован в 2019 г.

## Транспорт
Автобусное сообщение с райцентром. Остановки общественного транспорта «Приосколье» и "Центральная улица, 63". 

## Галерея

### Приосколье (Коростово) на картах XVIII—XIX вв.

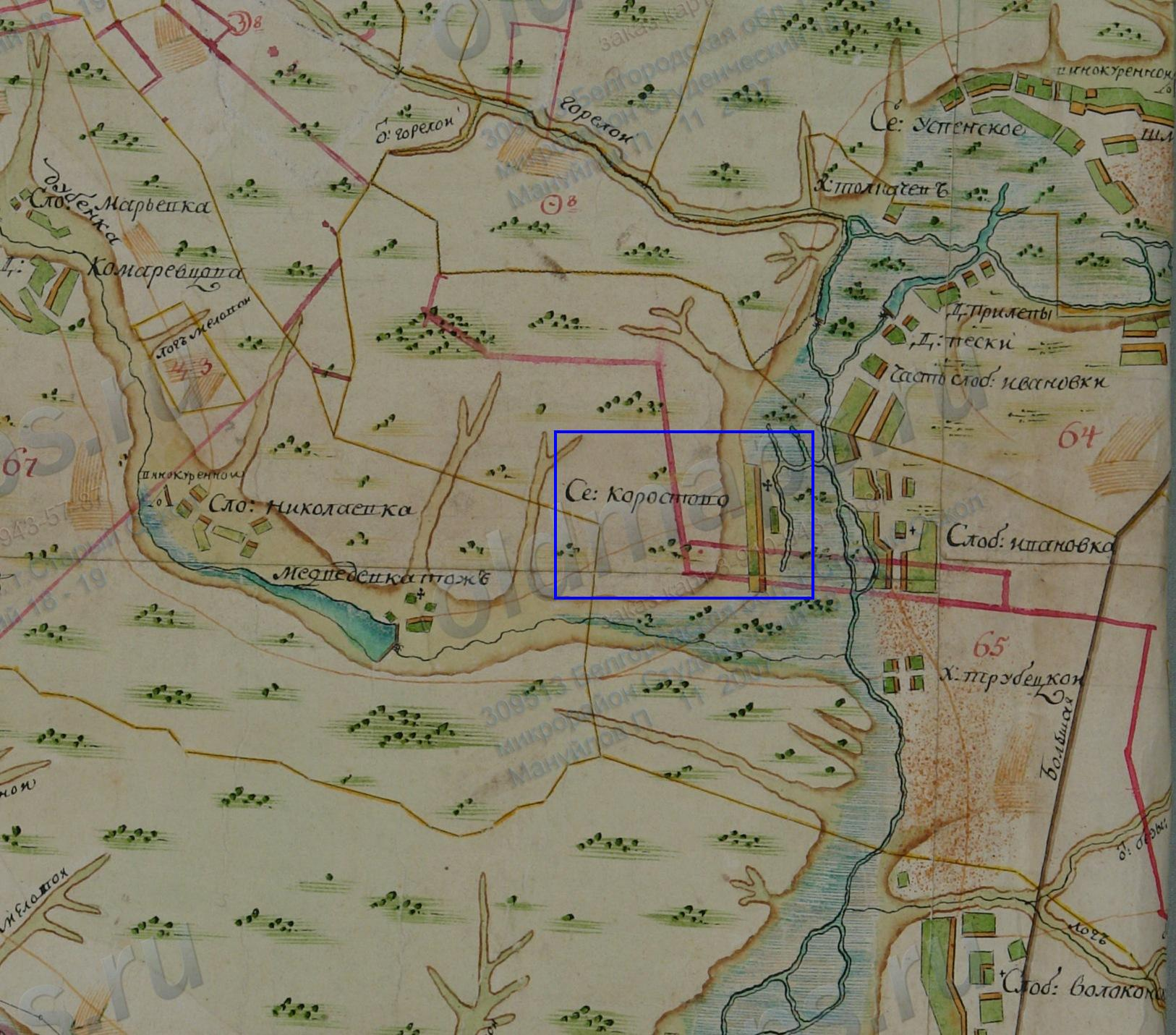
Карта 1782 года
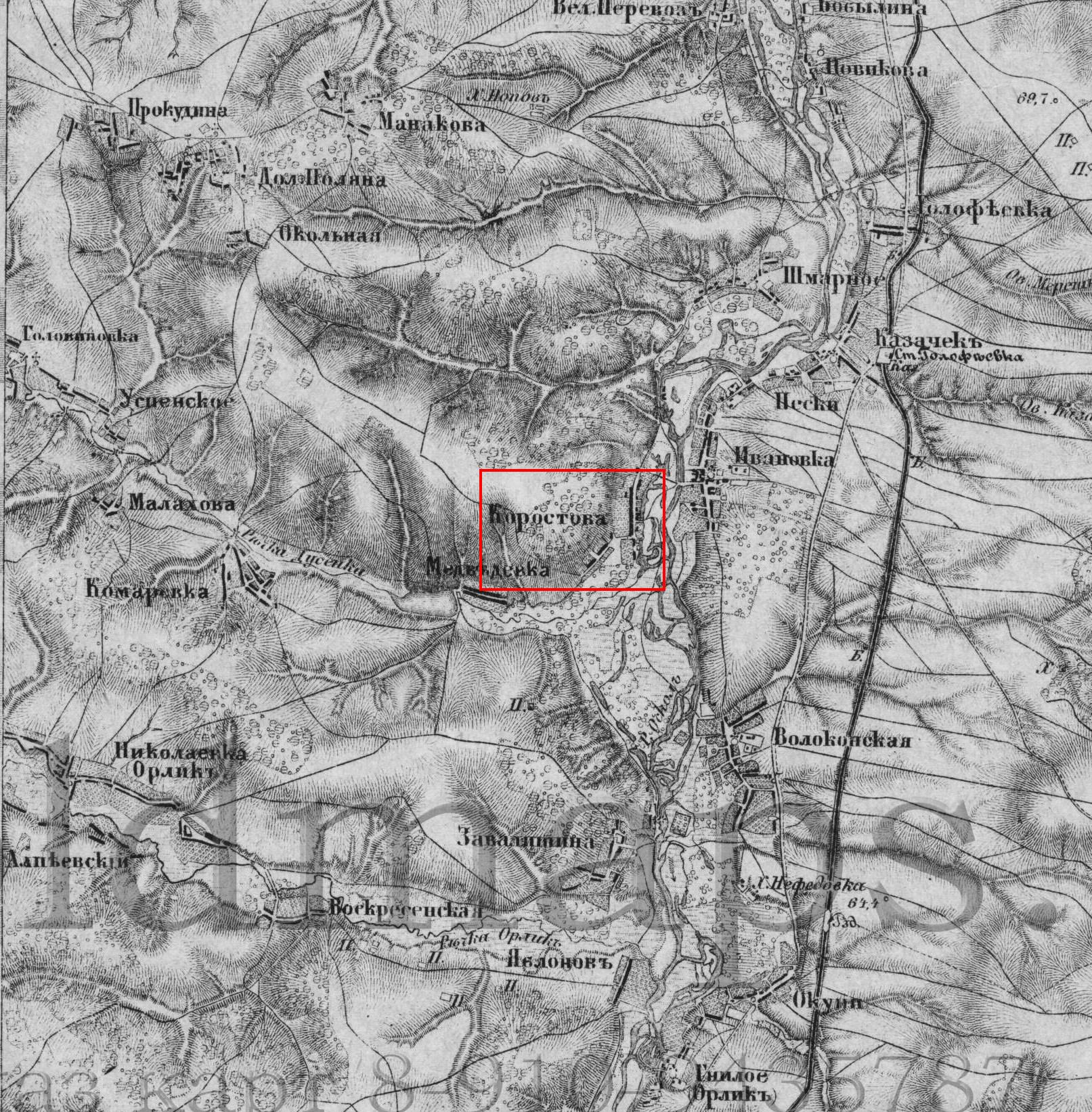
Карта 19 века

### В настоящее время

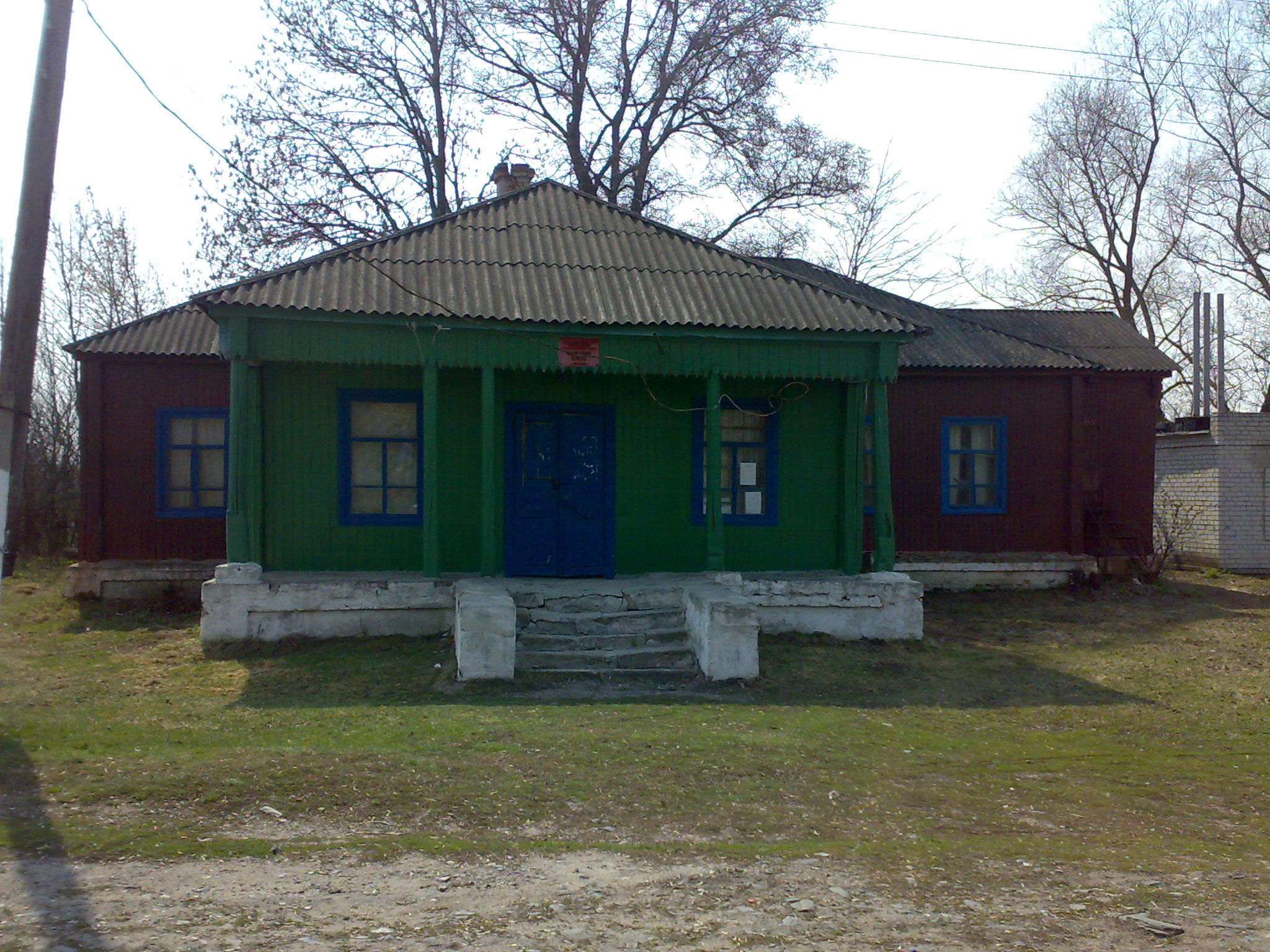
Сельский клуб
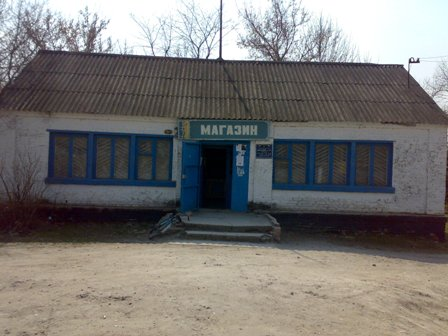
Магазин
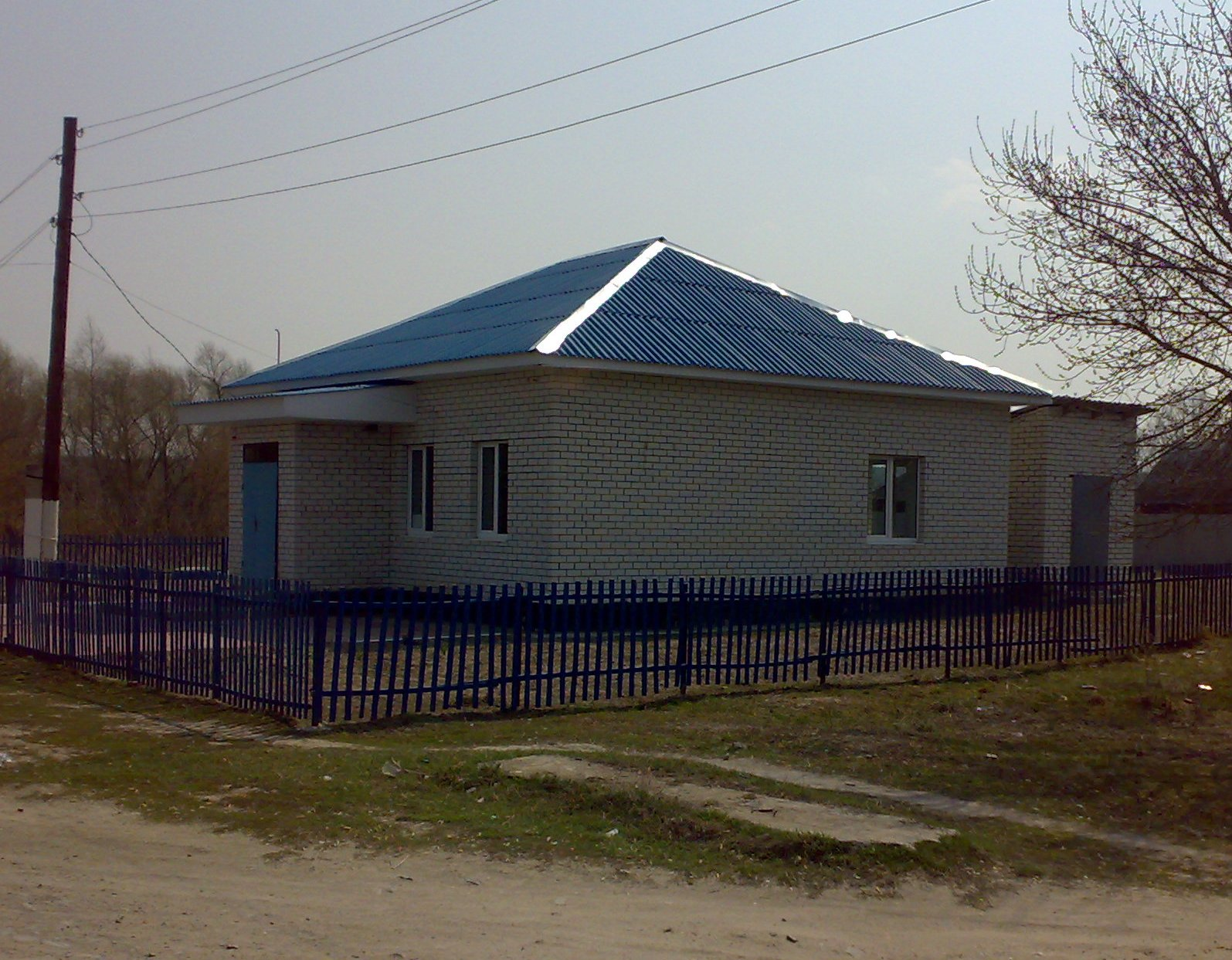
Фельдшерско-акушерский пункт
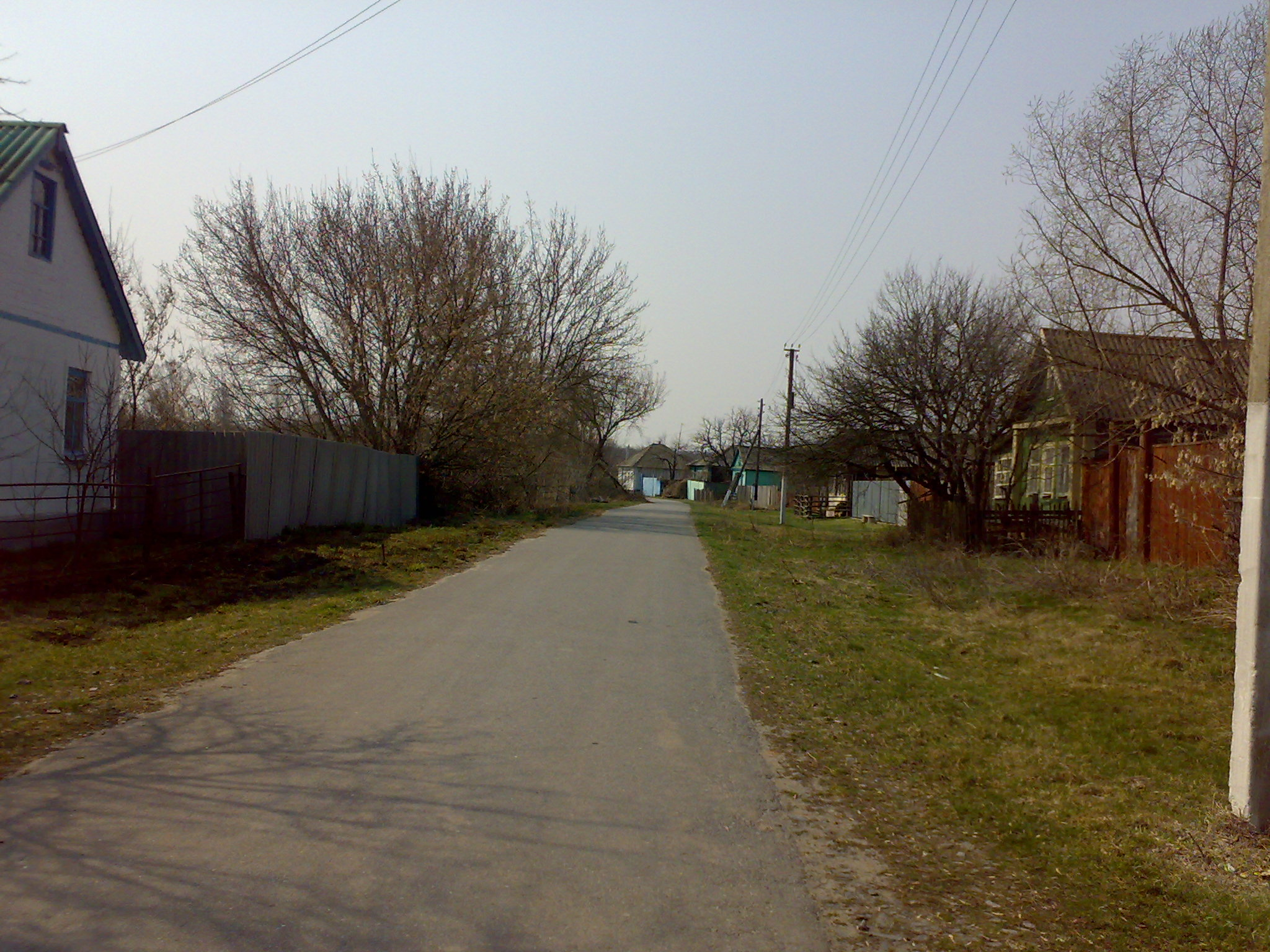
Улица Котельная

## Достопримечательности
Памятники археологии:
1. Селище I—II вв. в 0,2 км к юго-западу от моста в с. Приосколье[5].
2. Могильник IV—V вв. в центре с. Приосколье[5].
3. Селище ран. жел. век между сёлами Ивановка и Приосколье, в 0,2 км к западу от моста чрез р. Оскол[5].